# Asphalt: Overdrive
| Сводный рейтинг       | Сводный рейтинг |
| Агрегатор             | Оценка          |
| --------------------- | --------------- |
| Metacritic            | 59/100          |
| Иноязычные издания    |                 |
| Издание               | Оценка          |
| TouchArcade           | [ 2 ]           |
| Русскоязычные издания |                 |
| Издание               | Оценка          |
| PlayGround.ru         | [ 3 ]           |

Asphalt Overdrive — видеоигра о бесконечных гонках 2014 года, выпущенная Gameloft и разработанная их мадридской студией. Одиннадцатая крупная игра серии Asphalt. После демонстрации в июне 2014 года на мероприятии E3, а выпущена была 24 сентября 2014 года для iOS, Android и Windows Phone, Windows 8.1. Игра официально снята с производства и больше не поддерживается.
Overdrive знаменует собой отход от предыдущих игр серии, поскольку это рельсовый бесконечный платформер в духе Temple Run и Subway Surfers, действие которого происходит в стиле 1980-х в Южной Калифорнии.

## Геймплей
Как было сказано ранее, Asphalt Overdrive представлен как бесконечный раннер и не предлагает традиционный гоночный режим. Как и в предыдущих играх, автомобили ускоряются автоматически, но ограничены фиксированным бесконечным маршрутом с тремя полосами движения. Выполнение трюков и таран гражданских транспортных средств увеличивает счетчик закиси азота, который игрок может использовать для уклонения от полицейских машин.

## Прекращение поддержки
В феврале 2015 года было заявлено о прекращении поддержки и отключении серверов игры. Однако официально глобальные сервера были закрыты в 2020 году, тем не менее Samsung версия проработала вплоть до 2024 года, прежде чем была также отключена.

## Оживление фанатами
В конце 2023 года моддерам удалось восстановить функционал игры и некоторые скрытые авто в Android версии. В 2024 году мод появился и для Windows 10 устройств.

## Критика
Согласно веб-сайту Metacritic, версия для iOS получила «смешанные» отзывы. На остальных ресурсах, таких как Gamezebo, Pocket Gamer или TouchArcade игра получил смешано-негативный приём.